# Katri Vala
Katri Kala (Karin Alice Heikel, de soltera. Muonio, Finlandia, 11 de septiembre de 1901 - Eksjö, Suecia, 28 de mayo de 1944) fue una poetisa finlandesa de principios del siglo XX. Tuvo una actitud rebelde ante la sociedad que se logra reflejar en su obra, con escritos en verso libre. 
Murió en un sanatorio de la ciudad sueca de Eksjö en 1944. 